# Dór vándorlás
A dór vándorlás annak a főleg régészeti úton megfigyelhető jelenségnek a neve, aminek során a görög sötét korban a korábbi mükénéi civilizáció központi és déli, valamint a minószi civilizáció területeit a későbbi dórokkal azonosítható nyelvi és tárgyi kultúra váltotta fel az i. e. 12. századtól kezdődően. A folyamat pusztulással járt, de a konkrét eseményekről lényegében semmit sem tudunk. Ez az időszak a tengeri népek támadásainak kora és az északnyugati görög vándorlásé is. Mindezek valószínűleg egymással szorosan összefüggő folyamatok voltak.

## A delphoi amphiktüonia
A hellének Delphoi központtal létrejött szakrális közösségének, a delphoi amphiktüoniának szavazati arányaiból levonható egy érdekes, a vándorlás irányát támogató következtetés. Az amphiktüoniát eredetileg 12 ethnosz hozta létre, ezek egyike volt a dóroké. Minden ethnosznak két szavazata volt, ami a dórokon belül az i. e. 5. században úgy oszlott meg, hogy az egyik szavazat mindig a – hatalmas dór területektől elszigetelt – piciny Dóriszé volt, a másik pedig rotált a Peloponnészosz sokkal jelentősebb dór poliszai, Spárta, Korinthosz, Argosz, Megara stb. között. Ez azt jelzi, hogy az amphiktüonia létrejöttéhez képest az erőviszonyok alaposan megváltoztak, a – talán egy időben a Delphoi és Thermopülai közötti Dórisz területén élő – délre vándorolt dórok alaposan megszaporodtak, az eredeti, vagy átmeneti „őshaza” területén maradtakhoz képest.

## Nyelvi hagyomány
A Peloponnészoszon, pl. Püloszban talált hatalmas mennyiségú lineáris B írásos táblák tanúsága, de a Homérosz közvetítette hagyomány szerint is a mükénéi civilizáció nyelve az akháj volt, míg ugyanezen a területen a poliszok korában a dór dialektus volt a domináns. Önmagában azonban ebből nem lehet eldönteni, vajon a nyelvi változás vándorlás eredménye, vagy csak a korábban is helyben levő, alávetett nyelvű népesség vált uralkodóvá.

## Tengeri népek
A Püloszban talált szövegek értesítenek bennünket arról, hogy az i. e. 13. században ott tengeri megfigyelőhelyeket kellett felállítani, ahol a tenger felől fenyegető veszélyt figyelték. Nem sokkal ezután Mükéné és Pülosz elpusztult, egy időben a tengeri népek Egyiptomot, Kánaánt és Anatóliát ért támadásaival, ami pl. a Hettita Birodalom végét is okozta. A dórok jelenlétére régészeti bizonyíték viszont csak az i. e. 10. század közepéről van geometrikus díszítésű kerámiák formájában, azaz a pusztulás és a dórokra vonatkozó megnyugtató bizonyíték között mintegy két évszázadnyi űr tátong. Az ellentmondás talán úgy oldható fel, hogy a pusztulást nem a dórok okozták, hanem „átutazó” tengeri népek, a dórok pedig később beszivárogtak egy üres, vagy katonailag vákuum területre és a talált kis népsűrűség lehetővé tette nagy szaporodásukat. De erre a hipotézisre sincs bizonyíték.